# Nipponotusukuru spiniger
Nipponotusukuru spiniger là một loài nhện trong họ Linyphiidae.
Loài này thuộc chi Nipponotusukuru. Nipponotusukuru spiniger được miêu tả năm 2001 bởi Kendo Saito & Ono.